# Olav Sunde
Olav Sunde (né le 17 août 1903 à Oslo et décédé le 10 novembre 1985 dans la même ville) est un athlète norvégien spécialiste du lancer de javelot. Affilié au IK Tjalve, il mesurait 1,80 m pour 77 kg.

## Biographie

### Palmarès
| Date | Compétition           | Lieu        | Résultat | Performance |
| ---- | --------------------- | ----------- | -------- | ----------- |
| 1928 | Jeux olympiques d'été | Amsterdam   | 3e       | 63,97 m     |
| 1932 | Jeux olympiques d'été | Los Angeles | 9e       | 67,04 m     |

### Records
| Épreuve           | Performance | Lieu        | Date |
| ----------------- | ----------- | ----------- | ---- |
| Lancer de javelot | 67,04 m     | Los Angeles | 1932 |